# تیت واهی
تیت واهی (انگلیسی: Tiit Vähi؛ زادهٔ ۱۰ ژانویهٔ ۱۹۴۷) یک سیاست‌مدار اهل استونی است.
وی که دانش‌آموخته دانشگاه صنعتی تالین می‌باشد از ژانویه ۱۹۹۲ تا اکتبر ۱۹۹۲ و از آوریل ۱۹۹۵ تا مارس ۱۹۹۷ نخست‌وزیر استونی بوده است.